# Metagonia panama
Metagonia panama is een spinnensoort uit de familie trilspinnen (Pholcidae). De soort komt voor in Panama. 